# جاك كرول
جاك كرول (بالإنجليزية: Jack Kroll)‏ هو صحفي وناقد سينمائي أمريكي، ولد في 1926 في مانهاتن في الولايات المتحدة، وتوفي في 8 يونيو 2000 في NYU Langone Health ‏ في الولايات المتحدة.

## وصلات خارجية
- جاك كرول على موقع ميتاكريتيك (الإنجليزية)
- جاك كرول على موقع روتن توميتوز (الإنجليزية)
- جاك كرول على موقع قاعدة بيانات برودواي على الإنترنت (الإنجليزية)